# 埃爾埃斯皮尼約 (福爾摩沙省)
埃爾埃斯皮尼約（西班牙語：El Espinillo），是阿根廷的城鎮，位於該國東北部福爾摩沙省，是皮拉加斯縣的首府，距離福莫薩196公里，海拔高度72米，該城鎮有50公畝地區被劃為保護區，2010年人口4,060。
24°58′S 58°34′W / 24.967°S 58.567°W